# Trachelyopterus insignis
Trachelyopterus insignis är en fiskart som först beskrevs av Steindachner, 1878.  Trachelyopterus insignis ingår i släktet Trachelyopterus och familjen Auchenipteridae. Inga underarter finns listade i Catalogue of Life.